# Seznam izraelskih nogometašev
Seznam izraelskih nogometašev.

## B
- Yossi Benayoun
- Tal Ben Haim
- Eyal Berkovich
- Maor Buzaglo

## R
- Haim Revivo
- Ronnie Rosenthal

## S
- Sintayehu Sallallich
- Mordechai Spiegler

## Z
- Pini Zahavi